# Wiechs (Schopfheim)

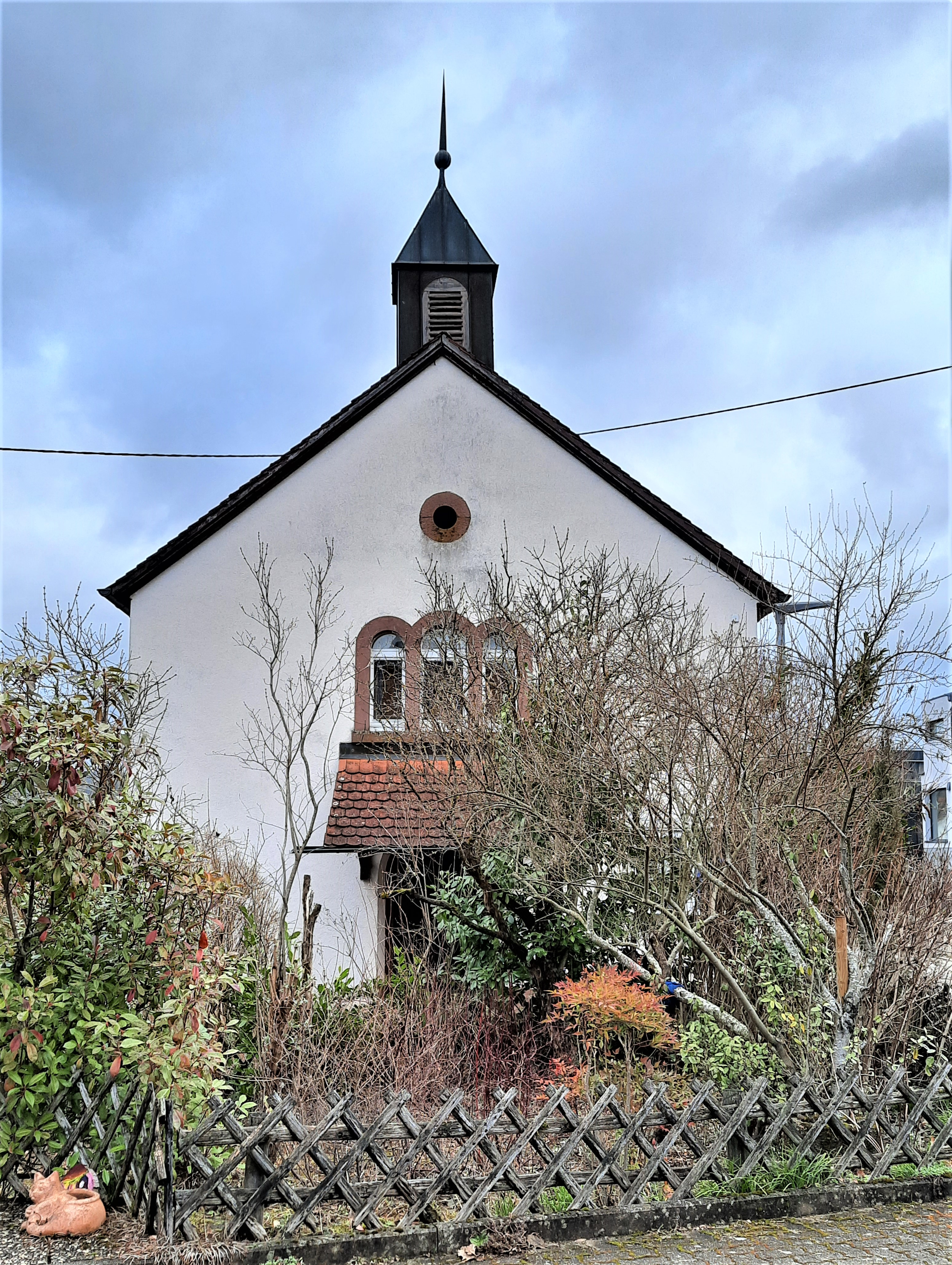
Evangelische Kapelle in Wiechs

Das Dorf Wiechs im Südschwarzwald ist heute ein Ortsteil der Stadt Schopfheim. Wiechs liegt im Süden von Schopfheim am Nordhang des Dinkelberges. Auf dem Gebiet des Ortsteils liegt die Hohe Flum, die höchste Ergebung des Dinkelbergs.

## Geologie
Östlich einer von Maulburg nach Schwörstadt ziehenden Verwerfung, ist der Dinkelberg so stark herausgehoben, dass über der Talebene der Wiese unter dem Muschelkalk der Buntsandstein zu Tage tritt. Im Gewann Röt – benannt nach der roten Farbe des Buntsandsteins – und über dem Kreispflegeheim liegt die Obergrenze des Buntsandsteins bei etwas über 330 Meter. Darüber folgt der Untere Muschelkalk, in dem sich das alte Dorf angesiedelt hat und dessen härtere Schichten die für das Ortsbild charakteristischen steileren Raine bilden. Darüber lagert der nirgends aufgeschlossene Mittlere Muschelkalk. Schließlich folgen (an der Kreisstraße etwas oberhalb der Abzweigung zum Berggasthaus) die Bänke und Platten des Oberen Muschelkalks, die man in den alten Steinbrüchen sehen kann. Trockentäler auf der Höhe zwischen Käppele, Hohe Flum und Windelberg zeugen von der Verkarstung des Oberen Muschelkalks. Quellen treten erst im Mittleren- oder über dem Unteren Muschelkalk auf.
Vom höchsten Punkt der Gemarkung, gleichzeitig der höchsten Erhebung des Dinkelbergs, der Hohen Flum (auch: des Hohflum) lässt sich die Dreiteilung des Dinkelbergs überblicken. Die Hohflum-Anhöhe befindet sich am Westrand der östlichen Hochscholle. Die eingangs genannte Verwerfung zieht in Nordwest-Südost-Richtung unterhalb des Hochbehälters vorbei. Der Blick nach W geht über den sog. Zentralen Dinkelberggraben, dessen Westbegrenzung sich wieder durch eine Verwerfung (Lörrach-Degerfelden) ergibt. Der Anstieg zur westlichen Hochscholle ist im Gelände erkennbar.
Das Waldgebiet auf Oberem Muschelkalk im Westen der Gemarkung liegt in der zentralen Grabenzone. Im W folgt die Gemarkungsgrenze dem Wintertal („Wintleter“) vom Windelberg bis zum Buchrain, wo wieder der Buntsandstein erscheint. Das Wintertal verläuft in einem der für den Dinkelberg charakteristischen Nord-Süd streichenden schmalen tektonischen Gräben, in denen eingesackte Keupertone der Abtragung entgingen.   
Die Gemarkung greift im Norden bei Gündenhausen auf die Talebene der Wiese über. Hier bilden die lehmbedeckten Schotter der letzten Kaltzeit den Untergrund. 
Früher wurden auf Wiechser Gemarkung die Kalksteine des Oberen Muschelkalks (z. B. beim Parkplatz des Berggasthauses) und der Buntsandstein (Ennikentälchen, Kirchhölzle) gebrochen.

## Geschichte
Wiechs wurde erstmals 807 urkundlich als Wechsa erwähnt. „Wechsa“ stammt aus dem Keltischen und bedeutet „kaltes Wasser“. Hier befanden sich Besitztümer des Klosters St. Gallen. Die Flurbezeichnungen Oberenningen und Niederenningen in der Gemarkung Wiechs weisen auf ein weiteres, im Mittelalter untergegangenes als Enikon bekanntes Dorf hin, eine sogenannte Wüstung.
Im 14. Jahrhundert gehörte Wiechs unter den Namen Wiehs und Wiechs zum Besitz und Einflussbereich des Klosters St. Blasien. 1809 wurde Wiechs zur selbständigen Gemeinde. Im Rahmen der kommunalen Gebietsreform gelangte der Ort am 1. Januar 1975 zu Schopfheim.
1989 wurde das Waldstück "Auf den Heidengräbern" durch einen Sturm teilweise verwüstet. In aufgerichteten Wurzelstöcken fanden sich Bruchsteine von Grabkammern und Skelette. Es zeigte sich, dass um einen großen bereits zerstörten steinzeitlichen Grabhügel aus dem 3. Jahrtausend vor Chr. eine Gruppe merowingerzeitlicher Steinplattengräbern aus dem 7. Jahrhundert nach Chr. lag. Während die Alamannen Waffen und Schmuck als Beigaben für das Jenseits bekamen, fanden sich im steinzeitlichen Grabhügel Feuersteinpfeilspitzen, Schmuckperlen, Geröllhämmer und durchbohrte Tierzähne, u. a. von Braunbär und Wildkatze.

## Politik

### Wappen
In Blau ein silberner Dreiberg. Auf dessen Kuppen je eine goldene Getreideähre, die mittlere mit zwei Blättern, die äußeren mit je einem Blatt. Das 1902 vom Generallandesarchiv gestaltete Wappen weist wohl auf die landschaftliche/landwirtschaftliche Umgebung hin (Getreideähren = Dinkel = Dinkelberg).

### Ortschaftsrat
Der Wiechser Ortschaftsrat besteht aus acht ehrenamtlichen für fünf Jahre gewählte Mitglieder mit einem Vorsitzenden. Der Sitz des Rates ist die Gemeindehalle Wiechs.

## Bevölkerung und Religion

### Einwohner
Die Zahl der Einwohner von Wiechs entwickelte sich wie folgt:
| Jahr | Einwohner |
| ---- | --------- |
| 1852 | 563       |
| 1871 | 577       |
| 1880 | 725       |
| 1890 | 717       |
| 1900 | 729       |
| 1910 | 811       |
| 1925 | 705       |

| Jahr | Einwohner |
| ---- | --------- |
| 1933 | 852       |
| 1939 | 942       |
| 1950 | 915       |
| 1956 | 1003      |
| 1961 | 1066      |
| 1970 | 1259      |
| 1990 | 1435      |

### Religion
Die Zugehörigkeit zu den Religionsgemeinschaften verteilte sich in der Vergangenheit wie folgt:
| Jahr | Religion    | Religion   | Religion |
| Jahr | evangelisch | katholisch | sonstige |
| ---- | ----------- | ---------- | -------- |
| 1858 | 84,3 %      | 15,7 %     | 0,0 %    |
| 1925 | 75,9 %      | 23,7 %     | 0,4 %    |
| 1950 | 65,1 %      | 31,0 %     | 3,8 %    |
| 1961 | 67,4 %      | 28,4 %     | 4,1 %    |
| 1970 | 62,4 %      | 32,7 %     | 4,8 %    |

## Infrastruktur und Verkehr
Im Gegensatz zu dem noch heute rein landwirtschaftlich-dörflich geprägten Schopfheimer Ortsteil Eichen ist Wiechs in erster Linie eine Wohngegend, in der die Landwirtschaft allerdings noch eine gewisse Bedeutung hat.
Die Bundesstraße 317 tangiert den Ort Wiechs am nördlichen Ortsrand. Über eine Busverbindung zum Schopfheimer Bahnhof ist der Ort an das öffentliche Personennahverkehrsnetz angeschlossen.
In dem Ortsteil Wiechs befindet sich das Pflegeheim Markus-Pflüger-Heim. In der Silberrankstraße 20 befindet sich eine Grundschule.

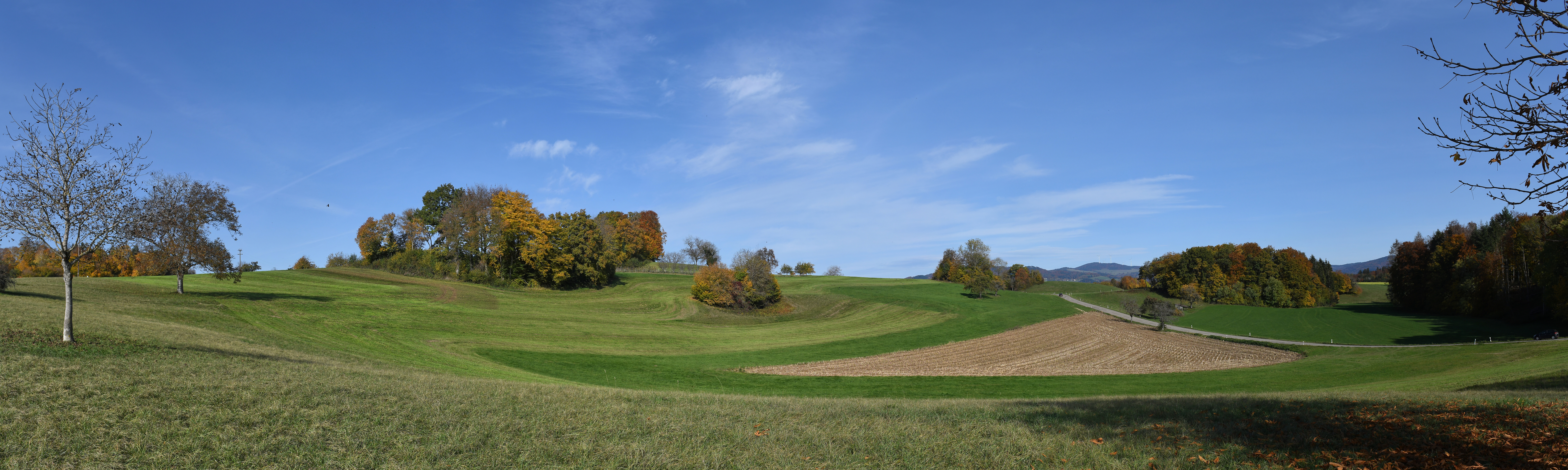
Wiechser Höhe Richtung Schopfheim

Südlich des Besiedlungsgebietes stellt die Wiechser Höhe einen Passübergang auf 516 m ü. NHN dar. Auf der Passhöhe befindet sich der Wanderparkplatz „Altreb“. Der Dinkelberg-Pass verläuft auf der Kreisstraße K 6336 und verbindet die Ortschaft Wiechs mit dem zur Nachbarstadt Rheinfelden gehörenden Teilort Nordschwaben. Wenige hundert Meter westlich von der Passhöhe befindet sich die Hohe Flum, die höchste Erhebung des Dinkelberges. Die Passhöhe selbst liegt auf der Gemarkung von Nordschwaben, die Gemeindegrenze zwischen Schopfheim und Rheinfelden verläuft etwas nördlich des Passes. Das Steigungsmaximum beträgt sowohl auf der Nord- wie der Südrampe rund 12 %.